# 마음이 부서지네요
《마음이 부서지네요》(일본어: 心がポキッとね)는 2015년 4월 8일부터 6월 10일까지 매주 수요일 22:00 ~ 22:54에, 후지 TV 계열의 〈수요 22시〉 시간대로 방송된 일본의 텔레비전 드라마이다. 주연은 아베 사다오.

## 개요
마음이 병든 네 명의 어른들을 굴대로 한 러브 코미디.

## 캐스트
- 코지마 하루타 (40) - 아베 사다오
- 하야마 미야코 (26) - 미즈하라 키코
- 오오타케 신 (38) - 후지키 나오히토
- 카모다 시즈카 (45) - 야마구치 토모코
- 이토야마 후미 - 토쿠나가 에리
- 마키노 에리코 - 야마시타 리오
- 토미타 료 - 나가세 타스쿠
- 쇼지 카요코 - 이케즈 쇼코
- 시라카미 - 야마니시 아츠시

## 스태프
- 각본 - 오카다 요시카즈
- 연출 - 미야모토 리에코, 츠즈키 준이치, 미야와키 료
- 주제가 - 호시노 겐 〈SUN〉 (스피드 스타 레코즈)
- 편성 기획 - 와카마츠 히로키, 노자키 오사무
- 프로듀스 - 모리야스 아야
- 제작 - 후지 TV
- 제작 저작 - 쿄도 TV

## 방송 일자
| 각 화                                                      | 방송일         | 부제                                                          | 연출            | 시청률 |
| ---------------------------------------------------------- | -------------- | ------------------------------------------------------------- | --------------- | ------ |
| 제1화                                                      | 2015년 4월 8일 | 사랑도, 인생도, 꼬이고 있습니다. 이 사각 관계는 귀찮아        | 미야모토 리에코 | 10.4%  |
| 제2화                                                      | 4월 15일       | 이 생활, 너무 심하지 않아요? 궁극으로 귀찮은 사랑의 행방이란! | 미야모토 리에코 | 7.5%   |
| 제3화                                                      | 4월 22일       | 사랑은 서투르고 어떻게 되는가 들킨 전 부부!                   | 츠즈키 준이치   | 7.5%   |
| 제4화                                                      | 4월 29일       | 혼자 두지 마…. 이상한 관계 붕괴!                              | 츠즈키 준이치   | 7.8%   |
| 제5화                                                      | 5월 6일        | 결혼하자! 어른은 앓고 나서야 즐겁다!                          | 미야와키 료     | 5.3%   |
| 제6화                                                      | 5월 13일       | 어서 와 사랑하는 나!! 폭풍우를 부르는 더블 키스               | 미야모토 리에코 | 6.1%   |
| 제7화                                                      | 5월 20일       | 안녕 잘못 투성이인 사랑! 눈물의 이유는                        | 츠즈키 준이치   | 5.2%   |
| 제8화                                                      | 5월 27일       | 어머니&어머니 등장으로 꼼짝 못함 움직이는 연심과 혼담!?       | 미야와키 료     | 5.1%   |
| 제9화                                                      | 6월 3일        | 설마했던 결단!? 사각 관계 피날레에!                           | 츠즈키 준이치   | 5.3%   |
| 최종화                                                     | 6월 10일       | 뒤틀렸던 사랑이 드디어 결착! 최후의 외침!                     | 미야모토 리에코 | 5.7%   |
| 평균 시청률 6.6% (시청률은 칸토 지구·비디오 리서치사 조사) |                |                                                               |                 |        |

- 첫회·제2화는 15분 확대 (22:00 ~ 23:09).